# 圣若昂-达瓦若塔
圣若昂-达瓦若塔（葡萄牙語：São João da Varjota）是巴西皮奥伊州的一个市镇。总面积395.368平方公里，总人口4635人，人口密度11.7人/平方公里。